# Землетрясение в Греции (365)
Землетрясение в Греции (365) — подводное землетрясение, произошедшее на рассвете 21 июля 365 года в Восточном Средиземноморье, с эпицентром около острова Крит. Современные геологи оценивают магнитуду в районе 8 и выше по шкале Рихтера. Землетрясение привело к значительным разрушениям в центральной и южной Греции, северной Ливии, Египте, на Кипре и в Сицилии. На острове Крит были уничтожены практически все города.
Землетрясение на Крите вызвало цунами, которое прокатилось по южным и восточным побережьям Средиземноморья, особенно пострадали Ливия, Александрия и дельта Нила, погибли многие тысячи людей, а корабли были отброшены на 3 км вглубь суши. Эти события оказали значительное влияние на мышление поздней античности, многие авторы того периода обращались к тематике землетрясения.

## Геология

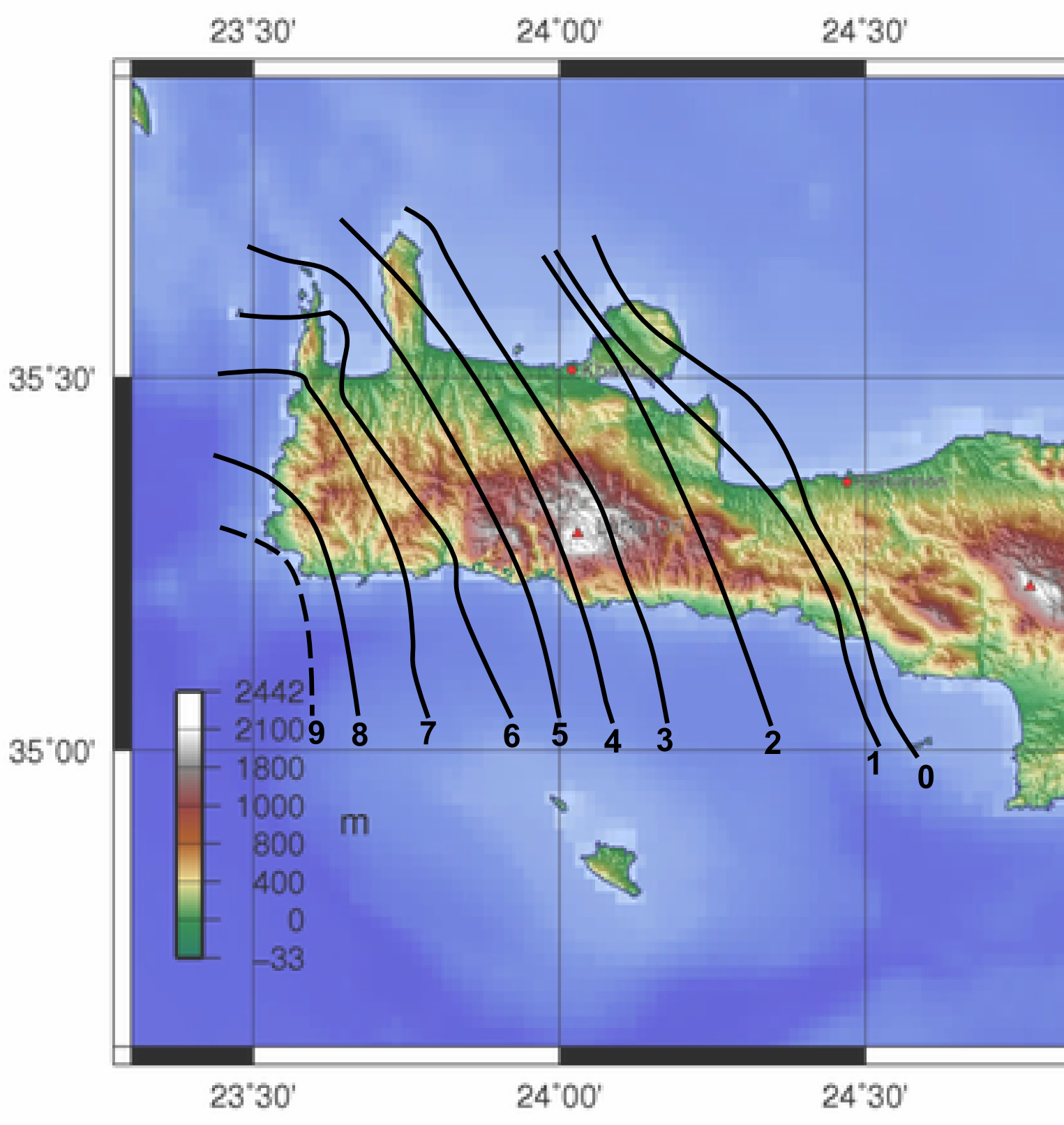
Нижние контуры (метры), относящиеся к Землетрясению 365 года, по Флеммингу (Flemming 1978)

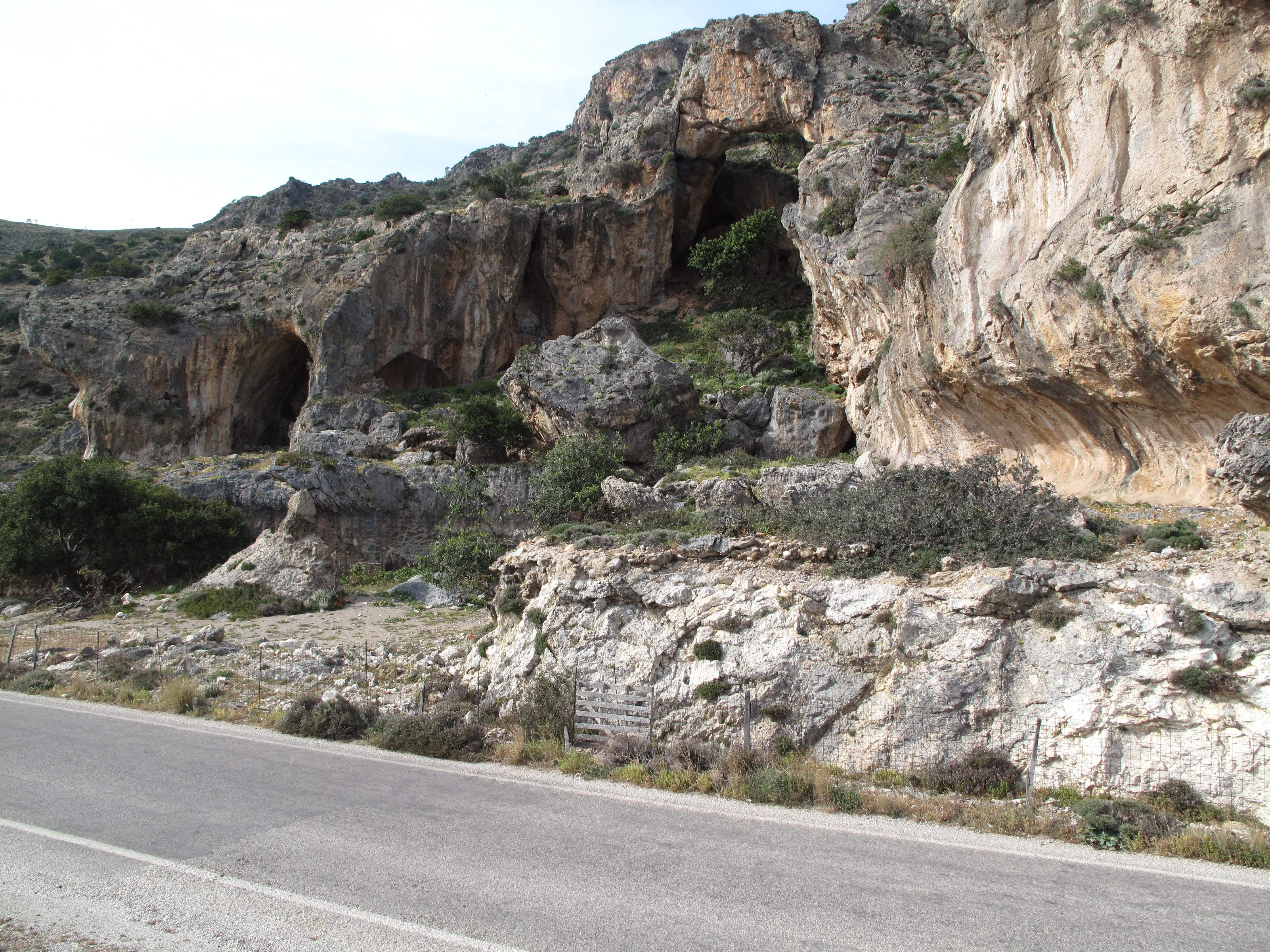
Поднявшиеся структуры в 2 км западнее от Палеохоры, показывающие изменения, вызванные волнами высотой до 9 м во время землетрясения

Последние геологические исследования показали, что события 365 года связаны с кластеризацией и сейсмической активностью в восточном Средиземноморье в период IV—VI веков, что могло изменить положение основных платформ в регионе в рассматриваемый период. Как полагают, землетрясение повлекло за собой волну высотой в 9 м, которая захлестнула Крит. По современным оценкам, сейсмический момент составлял ~10^29 дин см. Землетрясений такого масштаба в этом регионе больше не происходило. Однако последние данные углерода-14 показывают, что подводные землетрясения могли иметь место позднее.
Исследователи из Кембриджского университета на основании радиоуглеродных исследований выявили кораллы у побережья Крита, которые были подняты на высоту 10 метров и вдавлены в твёрдую породу массой воды. Это означает, что цунами после землетрясения 365 года произошло как итог изгиба Эллинского жёлоба около Крита. Специалисты отмечают, что такого рода крупномасштабные подводные землетрясения происходят примерно раз в 5000 лет, однако другие сегменты могут также вызывать подобные сдвиги и встречаются примерно раз в 800 лет. В любом случае, нельзя исключать повторение этих событий в будущем.

## Свидетельства в литературе

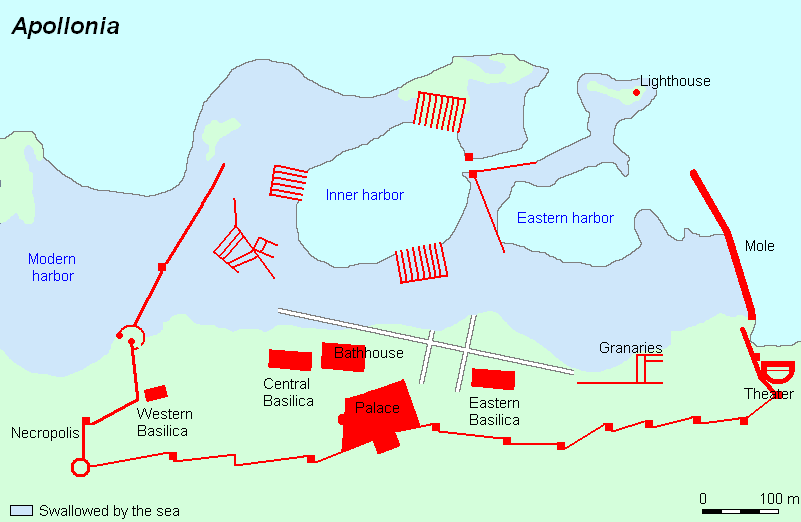
Большие участки суши в Аполлонии, Ливия, были затоплены

Историки до сих пор не пришли к единому мнению, обсуждали ли античные авторы лишь одно землетрясение 365 года, либо обращались к проблематике нескольких подобных катастроф, происходивших в период между 350 и 450 годами. Интерпретации в литературе античных авторов этого периода также достаточно сложны для понимания и конструктивного анализа, однако в целом отражают такую позицию: землетрясения и другие природные катаклизмы являлись предостережением для религиозных и светских властей и предрекали грядущие изменения. В особенности это касалось растущего антагонизма в отношениях христианства и язычества и относилось на их счёт. Так, софист Либаний и раннехристианский автор, историк Созомен объединяли землетрясение 365 года и более мелкие толчки с печальным событием — смертью императора Юлиана, который за два года до этого пытался восстановить язычество в качестве официальной религии.
В целом, множественные отсылки к тематике землетрясения того периода характеризуют недостаточность знаний и сохранившихся записей о силе землетрясений, а также периоде сейсмической активности. Так, например, известно, что античный город Курион на Кипре подвергся пяти землетрясениям за период около 60 лет, что приводило к его постоянному разрушению. Дополнительные материалы о землетрясении 365 года могут быть обнаружены при раскопках античных городов Восточного Средиземноморья этого периода, а также при анализе найденных документальных источников.

## Цунами

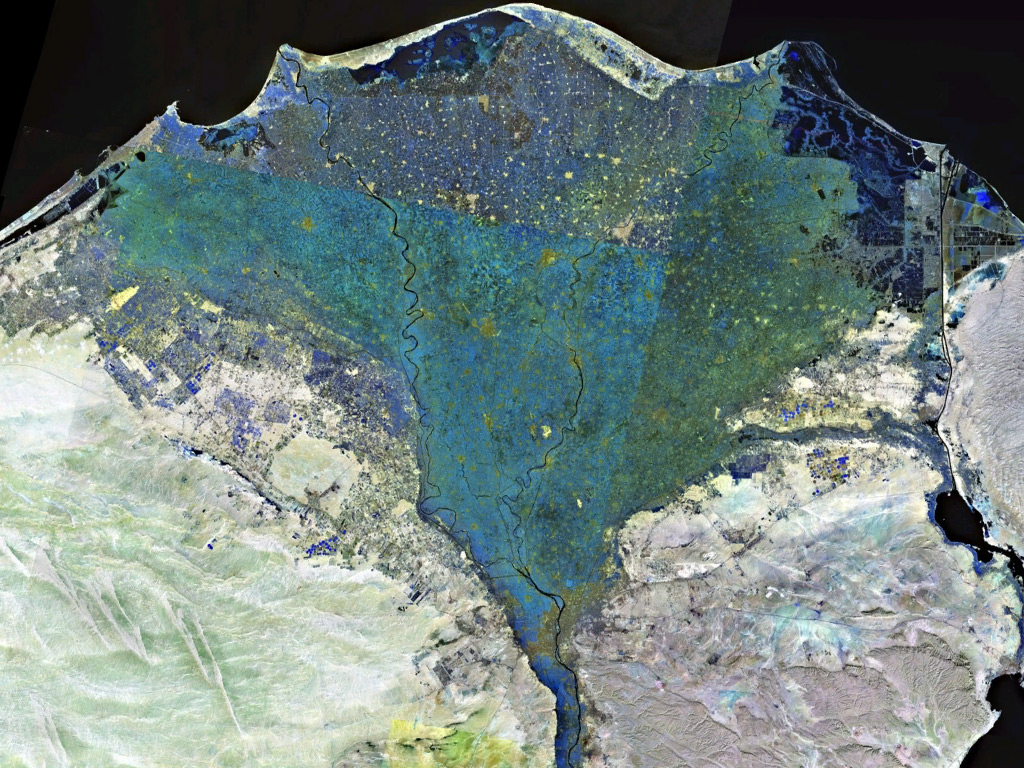
Дельта Нила

Древнеримский историк Аммиан Марцеллин детально описал цунами, которое обрушилось на Александрию и другие местности в первые часы 21 июля 365 года. Особую ценность представляют свидетельства о трех фазах цунами, а именно — первоначальном землетрясении, неожиданном отступлении моря и затем гигантской волне, которая прокатилась по острову:

Сразу же после того, как прошла ночь и четко возвестила правопреемство дня свирепыми молниями, прочность земли поколебалась — она начала дрожать и трястись. Затем море отступило, но волны стремительно возвращались так, что всё исчезло в хаосе и морской пучине. Многие создания, принадлежащие морю, были выброшены на сушу, покрывая всё слизью, отбросы и мусор покрыли долины и горы полностью. Всё, что было создано, все ценности стали добычей стихии. Всё это произошло одномоментно. В это невозможно было поверить, глядя на первые солнечные лучи нового дня. Многие корабли были выброшены на берег достаточно далеко, а люди, бродившие по этому берегу, были так ничтожны — многие собирали рыбу и прочее, выброшенное на сушу. Бушующее море, казалось, было оскорблено и возвращалось снова, а суша показывалась пунктирами отмелей, встречающихся в изобилии. Оно накатывалось на острова широким потоком, расплющив несметное количество зданий в городах и где бы то ни было ещё. Так возник конфликт элементов, показав, что земля может изменяться и давать чудесные знаки. Водная масса, которая вернулась, убила многие тысячи — они утонули; те, кто на скорую руку схватился за что-то тяжелое, были отброшены. Некоторые корабли после гнева стихии превратились в груду досок и затонули, а тела погибших при кораблекрушении лежали ничком или вверх лицом. Другие крупные корабли словно были перемещены ужасающими взрывами, оказывались на крышах домов, как это произошло в Александрии. В других местах их находили на расстоянии в две мили от береговой линии, как, например, лаконианский корабль около Метони, который я видел, когда проезжал мимо, зевая от долгого взора на запустение.
— 
Цунами 365 года было настолько разрушительным, что ежегодную годовщину катастрофы вспоминали как «день ужаса» в Александрии до конца VI в.

## Галерея
Видимые эффекты землетрясения в античности:

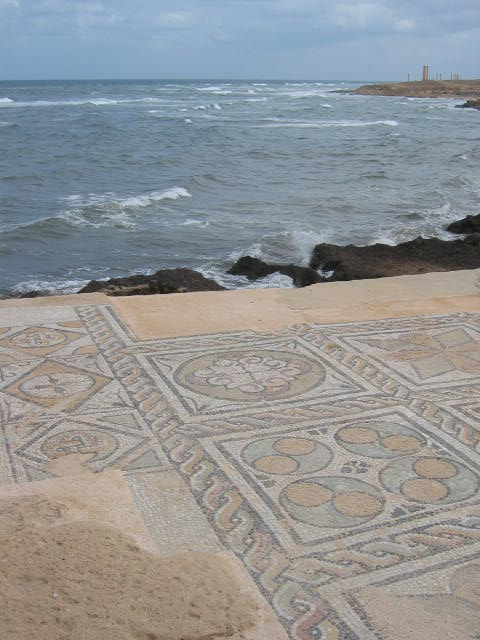
Подступившая береговая линия недалеко от бань, Сабрата.
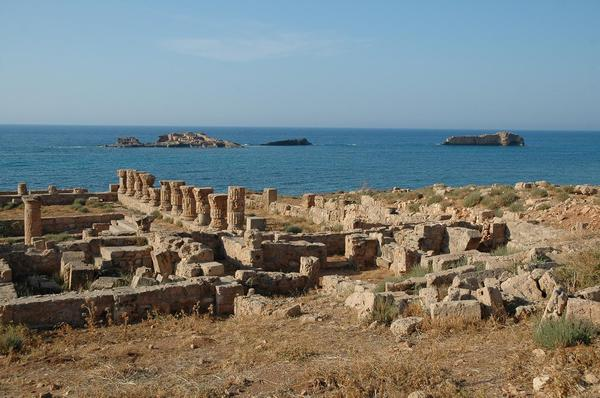
Затопленные гавани в Аполлонии.
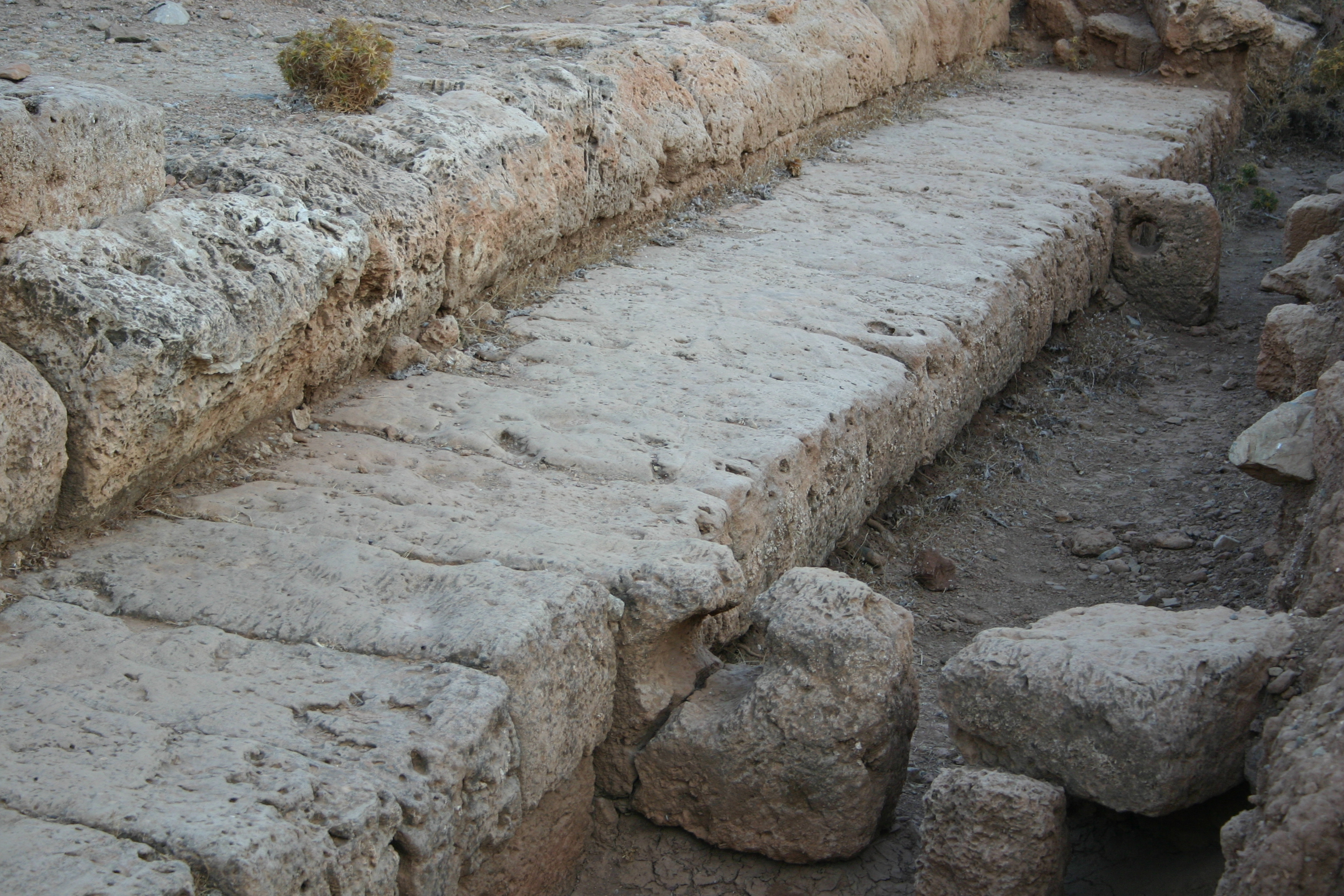
Не затопленная более часть гавани, Фаласарна.

## Подстрочные ссылки
1. ↑  Stiros, S.C. The 8.5+ magnitude, AD365 earthquake in Crete: Coastal uplift, topography changes, archaeological and historical signature (англ.) // Quaternary International[англ.] : journal. — 2010. — Vol. 216, no. 1—2. — doi:10.1016/j.quaint.2009.05.005.
2. ↑  Today in Earthquake History Архивная копия от 1 сентября 2009 на Wayback Machine
3. ↑  Stiros, 2001, p. 544.
4. ↑  Stiros, 2001, p. 546, fig. 1.
5. 1 2 3 4  Stiros, 2001, p. 545.
6. 1 2  Stiros, 2001, pp. 558—560, app. B.
7. 1 2  Аммиан Марцеллин, «Res Gestae», 26.10.15-19. Архивировано 17 марта 2008 года.
8. ↑  Stiros, 2001, pp. 557f., app. A.
9. ↑  Kelly, 2004, p. 144.
10. ↑  «Fault found for Mediterranean 'day of horror'.» New Scientist magazine, 15 March 2008, p. 16.
11. ↑  Shaw, B.; Ambraseys N.N., England P.C., Floyd M.A., Gorman G.J., Higham T.F.G., Jackson J.A., Nocquet J.-M., Pain C.C. & Piggott M.D. Eastern Mediterranean tectonics and tsunami hazard inferred from the AD 365 earthquake (англ.) // Nature Geoscience : journal. — 2008. — Vol. 1, no. 4. — P. 268—276. — doi:10.1038/ngeo151. Архивировано 4 марта 2016 года.
12. ↑  Stiros, 2001, pp. 545f..
13. ↑  Kelly, 2004, p. 145.
14. ↑  Stiros, 2001, pp. 547 & 557f..
15. ↑  Stiros, 2001, p. 553.
16. ↑  Soren, D. The Day the World Ended at Kourion. Reconstructing an Ancient Earthquake (англ.) // National Geographic : journal. — 1988. — Vol. 174, no. 1. — P. 30—53.
17. ↑  Kelly, 2004, p. 141.
18. ↑  Stiros, 2001, pp. 549 & 557.
19. ↑  Hecht, Jeff: «Mediterranean’s 'horror' tsunami may strike again». Архивировано 30 апреля 2015 года., NewScientist.com news service March 10, 2008

## Исследования землетрясения в литературе
Источники
- G. J. Baudy, «Die Wiederkehr des Typhon. Katastrophen-Topoi in nachjulianischer Rhetorik und Annalistik: zu literarischen Reflexen des 21 Juli 365 n.C.», JAC 35 (1992), 47-82
- M. Henry, "Le temoignage de Libanius et les phenomenes sismiques de IVe siecle de notre ere. Essai d’interpretation', Phoenix 39 (1985), 36-61
- F. Jacques and B. Bousquet, «Le raz de maree du 21 juillet 365», Mélanges de l’Ecole française de Rome. Antiquité (MEFRA), Vol. 96, No.1 (1984), 423-61
- C. Lepelley, «Le presage du nouveau desastre de Cannes: la signification du raz de maree du 21 juillet 365 dans l’imaginaire d' Ammien Marcellin», Kokalos, 36-37 (1990-91) [1994], 359-74
- M. Mazza, «Cataclismi e calamitä naturali: la documentazione letteraria», Kokalos 36-37 (1990-91) [1994], 307-30

Дискуссии геологов
- Bibliography in: E. Guidoboni (with A. Comastri and G. Traina, trans. B. Phillips), Catalogue of Ancient Earthquakes in the Mediterranean Area up to the 10th Century (1994)
- D. Kelletat, «Geologische Belege katastrophaler Erdkrustenbewegungen 365 AD im Raum von Kreta», in E. Olhausen and H. Sonnabend (eds), Naturkatastrophen in der antiken Welt: Stuttgarter Kolloquium zur historischen Geographie des Altertums 6, 1996 (1998), 156-61
- P. Pirazzoli, J. Laborel, S. Stiros, «Earthquake clustering in the Eastern Mediterranean during historical times», Journal of Geophysical Research, Vol. 101 (1996), 6083-6097
- S. Price, T. Higham, L. Nixon, J. Moody, «Relative sea-Ievel changes in Crete: reassessment of radiocarbon dates from Sphakia and West Crete», BSA 97 (2002), 171—200
- B. Shaw et al., «Eastern Mediterranean tectonics and tsunami hazard inferred from the AD 365 earthquake», Nature Geoscience (published online: 9 March 2008), 1-9
- G. Waldherr, «Die Geburt der „kosmischen Katastrophe“. Das seismische Großereignis am 21. Juli 365 n. Chr.», Orbis Terrarum 3 (1997), 169—201